# Dicyclodes turneri
Dicyclodes turneri är en fjärilsart som beskrevs av Lucas 1892. Dicyclodes turneri ingår i släktet Dicyclodes och familjen mätare. Inga underarter finns listade i Catalogue of Life.